# دوور (یوتا)
دوور (به انگلیسی: Dover) یک منطقهٔ مسکونی در ایالات متحده آمریکا است که در شهرستان سنپیت، یوتا واقع شده‌است.